# Općina Kruševo
Općina Kruševo (makedonski: Општина Крушево) je jedna od 80 općina Sjeverne Makedonije koja se prostire na jugu Sjeverne Makedonije. 
Upravno sjedište ove općine je gradić Kruševo.

## Zemljopisne osobine
Općina Kruševo nalazi se u zapadnom dijelu Pelagonije i dijelu planine Baba.
Općina Kruševo graniči s općinom Kičevo na sjeverozapadu, s općinom Plasnica na sjeverozapadu, s općinom Makedonski Brod na sjeveru, s općinom Dolneni i općinom Krivogaštani na istoku, s općinom Mogila na jugu, te s općinom Demir Hisar na zapadu.
Ukupna površina Općine Kruševo je 190,68 km².

## Stanovništvo
Općina Kruševo  ima 9 684 stanovnika. Po popisu stanovnika iz 2002. nacionalni sastav stanovnika u općini bio je sljedeći;

## Naselja u Općini Kruševo
Ukupni broj naselja u općini je 18, od toga je 17 seoskih i jedan grad Kruševo.

## Pogledajte i ovo
- Sjeverna Makedonija
- Općine Sjeverne Makedonije

## Vanjske poveznice
- Općina Kruševo na stranicama Discover Macedonia